# Usera
Usera è uno dei distretti in cui è suddivisa la città di Madrid, in Spagna. Viene identificato col numero 12.

## Geografia fisica
Il distretto si trova a sud del centro della città.

### Suddivisione
Il distretto è suddiviso amministrativamente in 7 quartieri (Barrios):
- Almendrales
- Moscardó
- Orcasitas
- Orcasur
- Pradolongo
- San Fermín
- Zofío